# Bulbine
Bulbine és un gènere de plantes de la família de les Asphodelaceae i de la subfamília de les Asphodeloideae, que rep el nom del tubercle en forma de bulb de moltes espècies. Antigament es va col·locar a les liliàcies. Es troba principalment a l'Àfrica Austral, amb algunes espècies que s'estenen a l'Àfrica tropical i algunes altres a Austràlia i el Iemen.
Bulbine és un gènere de plantes suculentes amb flors portades en raïms laxos o compostos. Les flors solen ser grogues, amb estams amb barba; algunes espècies tenen flors blanques, taronges o roses. Diverses espècies es cultiven als jardins, especialment B. frutescens. Les espècies de Bulbine s'assemblen a l'aspecte de Haworthia i Àloe, però amb fulles suaus i carnoses i arrels tuberoses o càudex. Són arbustos, males herbes perennifòlies, geòfits nans i anuals suaus. Moltes de les espècies nanes tenen tubercles petits en forma de cúpula.
La dormició generalment s'estén des de finals de la primavera fins a la tardor, però varia entre les espècies i en diferents condicions. Les fulles moren i cauen, les arrels es contrauen al càudex i les parts superiors es marceixen. La propagació es fa principalment per llavors, però algunes espècies formen múltiples caps o fillols i es poden propagar amb esqueixos.

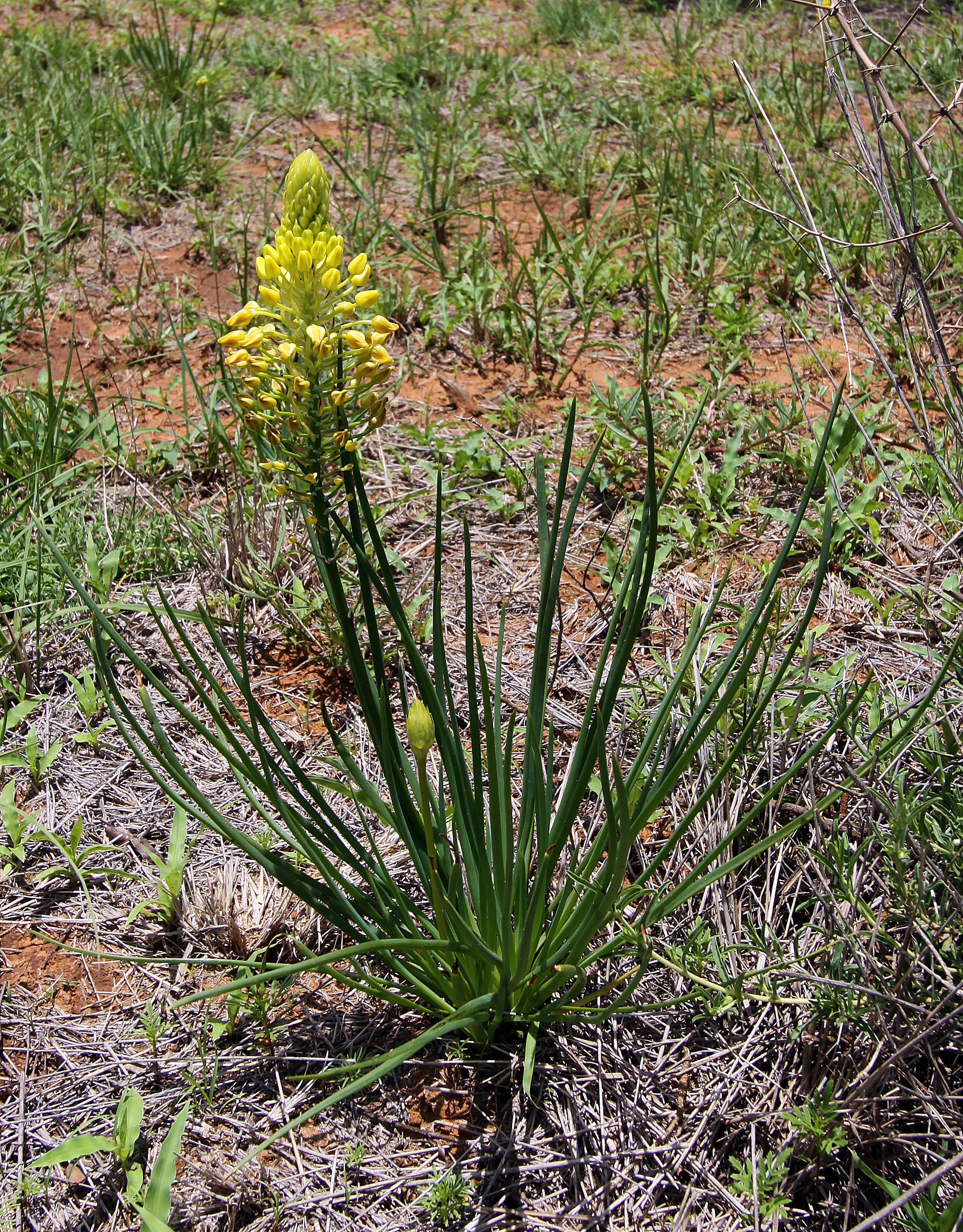
Bulbine abyssinica, una espècie comuna que es troba a tot el sud i l'est d'Àfrica.

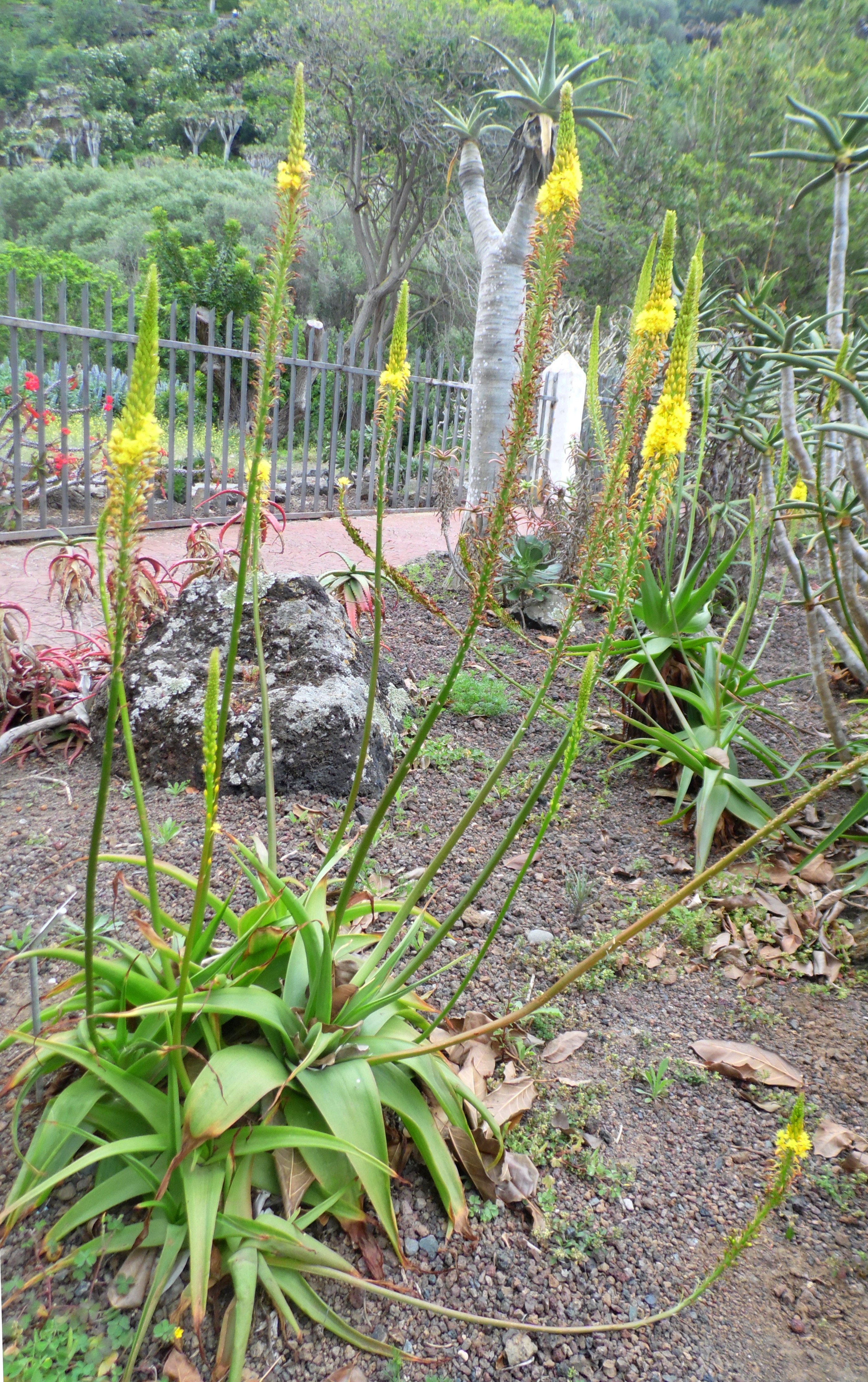
Bulbine alooides, una espècie del Cap Occidental, Sud-àfrica.

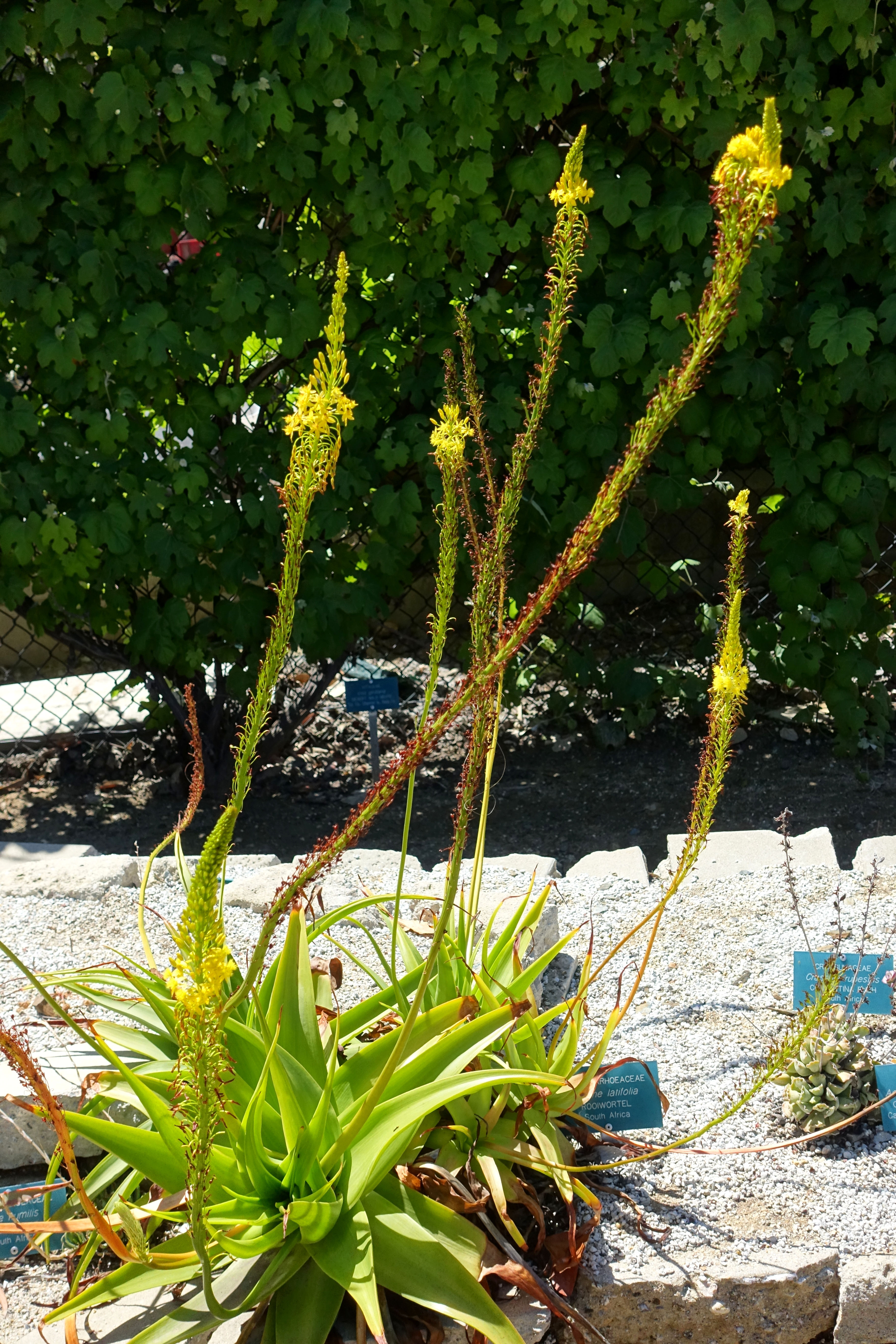
Bulbine latifolia

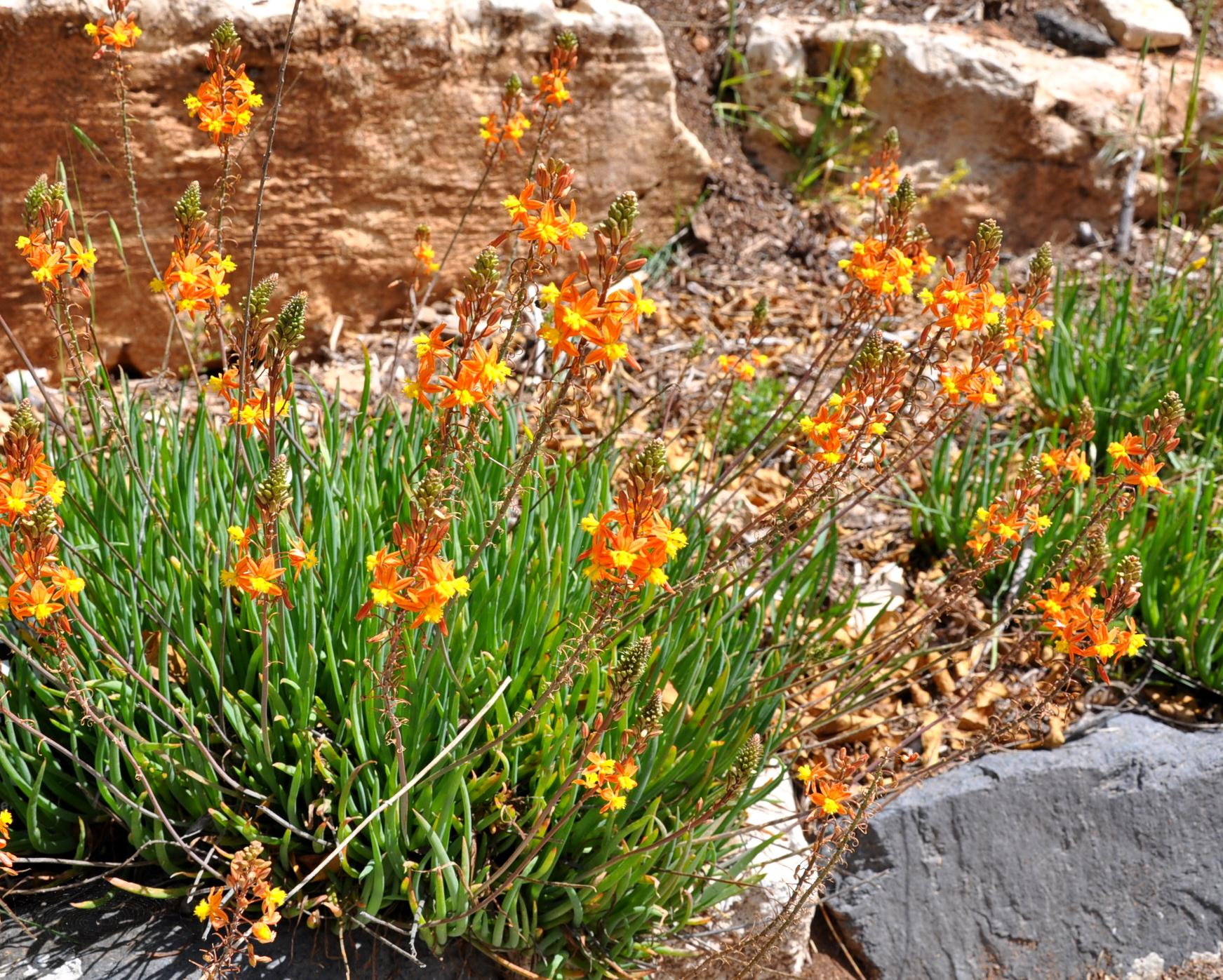
Bulbine frutescens, una espècie molt comú en cultiu

## Taxonomia
Les espècies inclouen:
- Bulbine abyssinica A.Rich.
- Bulbine alata Baijnath
- Bulbine alooides (L.) Willd.
- Bulbine alveolata S.A.Hammer
- Bulbine angustifolia Poelln.
- Bulbine annua (L.) Willd.
- Bulbine asphodeloides (L.) Spreng.
- Bulbine bachmannii Baker
- Bulbine bruynsii S.A.Hammer
- Bulbine bulbosa (R.Br.) Haw.
- Bulbine capensis Baijnath ex G.Will.
- Bulbine capitata Poelln.
- Bulbine cepacea (Burm.f.) Wijnands
- Bulbine coetzeei Oberm.
- Bulbine crassa D.I.Morris & Duretto
- Bulbine cremnophila van Jaarsv.
- Bulbine crocea Guth.
- Bulbine dactylopsoides G.Will.
- Bulbine dewetii van Jarssv.[7]
- Bulbine diphylla Schltr. ex Poelln.
- Bulbine disimilis G.Will.
- Bulbine erectipilosa G.Will.
- Bulbine erumpens S.A.Hammer
- Bulbine esterhuyseniae Baijnath
- Bulbine fallax Poelln.
- Bulbine favosa (Thunb.) Schult. & Schult.f.
- Bulbine flexicaulis Baker
- Bulbine flexuosa Schltr.
- Bulbine foleyi E.Phillips
- Bulbine fragilis G.Williamson
- Bulbine francescae G.Will. & Baijnath
- Bulbine frutescens (L.) Willd.
- Bulbine glauca (Raf.) E.M.Watson
- Bulbine haworthioides B.Nord.
- Bulbine inamarxiae G.Will. & A.P.Dold
- Bulbine inflata Oberm.
- Bulbine lagopus (Thunb.) N.E.Br.
- Bulbine lamprophylla Williamson
- Bulbine latifolia (L.f.) Spreng.
- Bulbine lavrani G.Will. & Baijnath
- Bulbine lolita S.A.Hammer
- Bulbine longifolia Schinz
- Bulbine louwii L.I.Hall
- Bulbine margarethae L.I.Hall
- Bulbine meiringii van Jaarsv.
- Bulbine melanovaginata G.Will.
- Bulbine mesembryanthemoides Haw.
- Bulbine minima Baker
- Bulbine monophylla Poelln.
- Bulbine muscicola G.Will.
- Bulbine namaensis Schinz
- Bulbine narcissifolia Salm-Dyck
- Bulbine navicularifolia G.Will.
- Bulbine nutans Roem. & Schult.
- Bulbine ophiophylla G.Will.
- Bulbine pendens G.Will. & Baijnath
- Bulbine pendula Keighery
- Bulbine praemorsa (Jacq.) Spreng.
- Bulbine quartzicola G.Williamson
- Bulbine ramosa van Jaarsv.
- Bulbine retinens van Jaarsv. & S.A.Hammer
- Bulbine rhopalophylla Dinter
- Bulbine rupicola G.Will.
- Bulbine sedifolia Schltr. ex Poelln.
- Bulbine semenaliundata G.Will.
- Bulbine semibarbata (R.Br.) Haw.
- Bulbine stolonifera Baijnath ex G.Will.
- Bulbine striata Baijnath & Van Jaarsv.
- Bulbine succulenta Compton
- Bulbine suurbergensis van Jaarsv. & A.E.van Wyk
- Bulbine thomasiae van Jaarsv.
- Bulbine torsiva G.Williamson
- Bulbine torta N.E.Br.
- Bulbine triebneri Dinter
- Bulbine truncata G.Williamson
- Bulbine vagans E.M.Watson
- Bulbine vitrea G.Will. & Baijnath
- Bulbine vittatifolia G.Williamson
- Bulbine wiesei L.I.Hall